# Volta à Catalunha de 2018
A 98.ª edição da competição ciclista Volta à Catalunha, foi uma corrida de ciclismo em estrada por etapas que se celebrou entre 19 e 25 de março de 2018 em Espanha com início na cidade de Calella e final no município de Barcelona sobre um percurso de 1136,6 quilómetros.
A corrida faz parte do UCI World Tour 2018, sendo a nona competição do calendário de máxima categoria mundial e foi vencida pelo espanhol Alejandro Valverde da equipe Movistar que com esta vitória alcançou sua terceira vitória no Volta. O pódio foi completado pelo colombiano Nairo Quintana, também da equipe Movistar e pelo francês Pierre Latour, da equipe AG2R La Mondiale.

## Equipas participantes
Tomaram parte na corrida vinte e cinco equipas: 18 de categoria UCI World Team; e 7 de categoria Profissional Continental. Formando assim um pelotão de 175 ciclistas dos que acabaram 113. As equipas participantes foram:
| Equipes WorldTeam (18)- Lotto Soudal - Mitchelton-Scott - Trek-Segafredo - Lotto NL-Jumbo - AG2R La Mondiale - Groupama-FDJ - Bahrain-Merida - UAE Team Emirates - Team Sunweb - Quick-Step Floors - EF Education First-Drapac p/b Cannondale - Bora-Hansgrohe - Astana - Katusha-Alpecin - Dimension Data - Sky - BMC Racing Team - Movistar Team Equipes profissionais Continentais (7)- Burgos-BH - Euskadi Basque Country-Murias - Caja Rural-Seguros RGA - Cofidis, Solutions Crédits - Fortuneo-Samsic - Manzana Postobón - Israel Cycling Academy |
| |

## Percurso
A Volta à Catalunha teve sete etapas com uma rota total de 1259,8 km, dos quais foram percorridos 1136,6.
| Etapa | Data    | Percurso                          | type            | Distância (km) | Vencedor              | Líder geral        |
| ----- | ------- | --------------------------------- | --------------- | -------------- | --------------------- | ------------------ |
| 1     | 19 mar. | Calella – Calella                 | média montanha  | 152,3          | Álvaro Hodeg          | Álvaro Hodeg       |
| 2     | 20 mar. | Mataró – Valls                    | média montanha  | 175,6          | Alejandro Valverde    | Alejandro Valverde |
| 3     | 21 mar. | Sant Cugat del Vallès – Camprodon | alta montanha   | 199,2 153,2    | Thomas De Gendt       | Thomas De Gendt    |
| 4     | 22 mar. | Llanars – La Molina               | alta montanha   | 170,8          | Alejandro Valverde    | Alejandro Valverde |
| 5     | 23 mar. | Llívia – Vielha e Mijaran         | média montanha  | 212,9          | Jarlinson Pantano     | Alejandro Valverde |
| 6     | 24 mar. | La Pobla de Segur – Torrefarrera  | etapa escarpada | 194,2 117      | Maximilian Schachmann | Alejandro Valverde |
| 7     | 25 mar. | Barcelona – Barcelona             | média montanha  | 154,8          | Simon Yates           | Alejandro Valverde |

Notas:
- A sexta etapa que originalmente começava em Vielha e Mijaran, foi cortada por condições climáticas adversas causadas pela queda de neve em Vielha no início da etapa.[3]

## Evolução das classificações

### 1.ª etapa
Calella – Calella (152,3 km) 
| \| Classificação por etapas \| Classificação por etapas \| Classificação por etapas \| Classificação por etapas \| Classificação por etapas \| \| Ciclista \| Ciclista \| Equipe \| Tempo \| \| \| ------------------------ \| ------------------------ \| -------------------------- \| ------------------------ \| ------------------------ \| \| 1. \| Álvaro Hodeg \| Quick-Step Floors \| 3h39m31s \| \| \| 2. \| Sam Bennett \| Bora-Hansgrohe \| + 0s \| \| \| 3. \| Jay McCarthy \| Bora-Hansgrohe \| + 0s \| \| \| 4. \| Michael Mørkøv \| Quick-Step Floors \| + 0s \| \| \| 5. \| Roberto Ferrari \| UAE Team Emirates \| + 0s \| \| \| 6. \| Niccolò Bonifazio \| Bahrain-Merida \| + 0s \| \| \| 7. \| Nacer Bouhanni \| Cofidis, Solutions Crédits \| + 0s \| \| \| 8. \| Alejandro Valverde \| Movistar Team \| + 0s \| \| \| 9. \| Matej Mohorič \| Bahrain-Merida \| + 0s \| \| \| 10. \| Zakkari Dempster \| Israel Cycling Academy \| + 0s \| \| |                    |                            |          |
| |                    |                            |          |
| Fonte: ProCyclingStats |                    |                            |          |
| Classificação por etapas |                    |                            |          |
| Ciclista | Ciclista           | Equipe                     | Tempo    |
| 1. | Álvaro Hodeg       | Quick-Step Floors          | 3h39m31s |
| 2. | Sam Bennett        | Bora-Hansgrohe             | + 0s     |
| 3. | Jay McCarthy       | Bora-Hansgrohe             | + 0s     |
| 4. | Michael Mørkøv     | Quick-Step Floors          | + 0s     |
| 5. | Roberto Ferrari    | UAE Team Emirates          | + 0s     |
| 6. | Niccolò Bonifazio  | Bahrain-Merida             | + 0s     |
| 7. | Nacer Bouhanni     | Cofidis, Solutions Crédits | + 0s     |
| 8. | Alejandro Valverde | Movistar Team              | + 0s     |
| 9. | Matej Mohorič      | Bahrain-Merida             | + 0s     |
| 10. | Zakkari Dempster   | Israel Cycling Academy     | + 0s     |

| \| Classificação geral \| Classificação geral \| Classificação geral \| Classificação geral \| Classificação geral \| \| Ciclista \| Ciclista \| Equipe \| Tempo \| \| \| ------------------- \| ------------------- \| -------------------------- \| ------------------- \| ------------------- \| \| 1. \| Álvaro Hodeg \| Quick-Step Floors \| 3h39m21s \| \| \| 2. \| Sam Bennett \| Bora-Hansgrohe \| + 4s \| \| \| 3. \| Andriy Hrivko \| Astana \| + 5s \| \| \| 4. \| Jay McCarthy \| Bora-Hansgrohe \| + 6s \| \| \| 5. \| Michael Mørkøv \| Quick-Step Floors \| + 10s \| \| \| 6. \| Roberto Ferrari \| UAE Team Emirates \| + 10s \| \| \| 7. \| Niccolò Bonifazio \| Bahrain-Merida \| + 10s \| \| \| 8. \| Nacer Bouhanni \| Cofidis, Solutions Crédits \| + 10s \| \| \| 9. \| Alejandro Valverde \| Movistar Team \| + 10s \| \| \| 10. \| Matej Mohorič \| Bahrain-Merida \| + 10s \| \| |                    |                            |          |
| |                    |                            |          |
| Fonte: ProCyclingStats |                    |                            |          |
| Classificação geral |                    |                            |          |
| Ciclista | Ciclista           | Equipe                     | Tempo    |
| 1. | Álvaro Hodeg       | Quick-Step Floors          | 3h39m21s |
| 2. | Sam Bennett        | Bora-Hansgrohe             | + 4s     |
| 3. | Andriy Hrivko      | Astana                     | + 5s     |
| 4. | Jay McCarthy       | Bora-Hansgrohe             | + 6s     |
| 5. | Michael Mørkøv     | Quick-Step Floors          | + 10s    |
| 6. | Roberto Ferrari    | UAE Team Emirates          | + 10s    |
| 7. | Niccolò Bonifazio  | Bahrain-Merida             | + 10s    |
| 8. | Nacer Bouhanni     | Cofidis, Solutions Crédits | + 10s    |
| 9. | Alejandro Valverde | Movistar Team              | + 10s    |
| 10. | Matej Mohorič      | Bahrain-Merida             | + 10s    |

### 2.ª etapa
Mataró – Valls (175,6 km)
| \| Classificação por etapas \| Classificação por etapas \| Classificação por etapas \| Classificação por etapas \| Classificação por etapas \| \| Ciclista \| Ciclista \| Equipe \| Tempo \| \| \| ------------------------ \| ------------------------ \| ------------------------- \| ------------------------ \| ------------------------ \| \| 1. \| Alejandro Valverde \| Movistar Team \| 4h41m50s \| \| \| 2. \| Daryl Impey \| Mitchelton-Scott \| + 0s \| \| \| 3. \| Jay McCarthy \| Bora-Hansgrohe \| + 0s \| \| \| 4. \| Egan Bernal \| Team Sky \| + 0s \| \| \| 5. \| Matej Mohorič \| Bahrain-Merida \| + 0s \| \| \| 6. \| Enrico Gasparotto \| Bahrain-Merida \| + 0s \| \| \| 7. \| José Joaquín Rojas \| Movistar Team \| + 0s \| \| \| 8. \| Tao Geoghegan Hart \| Team Sky \| + 0s \| \| \| 9. \| Toms Skujiņš \| Trek-Segafredo \| + 0s \| \| \| 10. \| Alex Howes \| EF Education First-Drapac \| + 0s \| \| |                    |                           |          |
| |                    |                           |          |
| Fonte: ProCyclingStats |                    |                           |          |
| Classificação por etapas |                    |                           |          |
| Ciclista | Ciclista           | Equipe                    | Tempo    |
| 1. | Alejandro Valverde | Movistar Team             | 4h41m50s |
| 2. | Daryl Impey        | Mitchelton-Scott          | + 0s     |
| 3. | Jay McCarthy       | Bora-Hansgrohe            | + 0s     |
| 4. | Egan Bernal        | Team Sky                  | + 0s     |
| 5. | Matej Mohorič      | Bahrain-Merida            | + 0s     |
| 6. | Enrico Gasparotto  | Bahrain-Merida            | + 0s     |
| 7. | José Joaquín Rojas | Movistar Team             | + 0s     |
| 8. | Tao Geoghegan Hart | Team Sky                  | + 0s     |
| 9. | Toms Skujiņš       | Trek-Segafredo            | + 0s     |
| 10. | Alex Howes         | EF Education First-Drapac | + 0s     |

| \| Classificação geral \| Classificação geral \| Classificação geral \| Classificação geral \| Classificação geral \| \| Ciclista \| Ciclista \| Equipe \| Tempo \| \| \| ------------------- \| ------------------- \| ------------------- \| ------------------- \| ------------------- \| \| 1. \| Alejandro Valverde \| Movistar Team \| 8h21m09s \| \| \| 2. \| Jay McCarthy \| Bora-Hansgrohe \| + 4s \| \| \| 3. \| Daryl Impey \| Mitchelton-Scott \| + 6s \| \| \| 4. \| Nairo Quintana \| Movistar Team \| + 11s \| \| \| 5. \| Matej Mohorič \| Bahrain-Merida \| + 12s \| \| \| 6. \| Bob Jungels \| Quick-Step Floors \| + 12s \| \| \| 7. \| Eduard Prades \| Euskadi-Murias \| + 12s \| \| \| 8. \| Enrico Gasparotto \| Bahrain-Merida \| + 12s \| \| \| 9. \| Jordi Simón \| Burgos-BH \| + 12s \| \| \| 10. \| Egan Bernal \| Team Sky \| + 12s \| \| |                    |                   |          |
| |                    |                   |          |
| Fonte: ProCyclingStats |                    |                   |          |
| Classificação geral |                    |                   |          |
| Ciclista | Ciclista           | Equipe            | Tempo    |
| 1. | Alejandro Valverde | Movistar Team     | 8h21m09s |
| 2. | Jay McCarthy       | Bora-Hansgrohe    | + 4s     |
| 3. | Daryl Impey        | Mitchelton-Scott  | + 6s     |
| 4. | Nairo Quintana     | Movistar Team     | + 11s    |
| 5. | Matej Mohorič      | Bahrain-Merida    | + 12s    |
| 6. | Bob Jungels        | Quick-Step Floors | + 12s    |
| 7. | Eduard Prades      | Euskadi-Murias    | + 12s    |
| 8. | Enrico Gasparotto  | Bahrain-Merida    | + 12s    |
| 9. | Jordi Simón        | Burgos-BH         | + 12s    |
| 10. | Egan Bernal        | Team Sky          | + 12s    |

### 3.ª etapa
San Cugat del Vallés – Camprodon (199,2 153,2 km)
| \| Classificação por etapas \| Classificação por etapas \| Classificação por etapas \| Classificação por etapas \| Classificação por etapas \| \| Ciclista \| Ciclista \| Equipe \| Tempo \| \| \| ------------------------ \| ------------------------ \| ------------------------ \| ------------------------ \| ------------------------ \| \| 1. \| Thomas De Gendt \| Lotto-Soudal \| 4h13m48s \| \| \| 2. \| Simon Yates \| Mitchelton-Scott \| + 20s \| \| \| 3. \| Thibaut Pinot \| Groupama-FDJ \| + 20s \| \| \| 4. \| Mathias Frank \| AG2R La Mondiale \| + 20s \| \| \| 5. \| Nairo Quintana \| Movistar Team \| + 20s \| \| \| 6. \| Giovanni Visconti \| Bahrain-Merida \| + 20s \| \| \| 7. \| Maximilian Schachmann \| Quick-Step Floors \| + 20s \| \| \| 8. \| Egan Bernal \| Team Sky \| + 20s \| \| \| 9. \| Matej Mohorič \| Bahrain-Merida \| + 20s \| \| \| 10. \| Bob Jungels \| Quick-Step Floors \| + 20s \| \| |                       |                   |          |
| |                       |                   |          |
| Fonte: ProCyclingStats |                       |                   |          |
| Classificação por etapas |                       |                   |          |
| Ciclista | Ciclista              | Equipe            | Tempo    |
| 1. | Thomas De Gendt       | Lotto-Soudal      | 4h13m48s |
| 2. | Simon Yates           | Mitchelton-Scott  | + 20s    |
| 3. | Thibaut Pinot         | Groupama-FDJ      | + 20s    |
| 4. | Mathias Frank         | AG2R La Mondiale  | + 20s    |
| 5. | Nairo Quintana        | Movistar Team     | + 20s    |
| 6. | Giovanni Visconti     | Bahrain-Merida    | + 20s    |
| 7. | Maximilian Schachmann | Quick-Step Floors | + 20s    |
| 8. | Egan Bernal           | Team Sky          | + 20s    |
| 9. | Matej Mohorič         | Bahrain-Merida    | + 20s    |
| 10. | Bob Jungels           | Quick-Step Floors | + 20s    |

| \| Classificação geral \| Classificação geral \| Classificação geral \| Classificação geral \| Classificação geral \| \| Ciclista \| Ciclista \| Equipe \| Tempo \| \| \| ------------------- \| ------------------- \| ------------------- \| ------------------- \| ------------------- \| \| 1. \| Thomas De Gendt \| Lotto-Soudal \| 12h34m54s \| \| \| 2. \| Alejandro Valverde \| Movistar Team \| + 23s \| \| \| 3. \| Jay McCarthy \| Bora-Hansgrohe \| + 27s \| \| \| 4. \| Daryl Impey \| Mitchelton-Scott \| + 29s \| \| \| 5. \| Simon Yates \| Mitchelton-Scott \| + 29s \| \| \| 6. \| Thibaut Pinot \| Groupama-FDJ \| + 31s \| \| \| 7. \| Nairo Quintana \| Movistar Team \| + 34s \| \| \| 8. \| Matej Mohorič \| Bahrain-Merida \| + 35s \| \| \| 9. \| Bob Jungels \| Quick-Step Floors \| + 35s \| \| \| 10. \| Eduard Prades \| Euskadi-Murias \| + 35s \| \| |                    |                   |           |
| |                    |                   |           |
| Fonte: ProCyclingStats |                    |                   |           |
| Classificação geral |                    |                   |           |
| Ciclista | Ciclista           | Equipe            | Tempo     |
| 1. | Thomas De Gendt    | Lotto-Soudal      | 12h34m54s |
| 2. | Alejandro Valverde | Movistar Team     | + 23s     |
| 3. | Jay McCarthy       | Bora-Hansgrohe    | + 27s     |
| 4. | Daryl Impey        | Mitchelton-Scott  | + 29s     |
| 5. | Simon Yates        | Mitchelton-Scott  | + 29s     |
| 6. | Thibaut Pinot      | Groupama-FDJ      | + 31s     |
| 7. | Nairo Quintana     | Movistar Team     | + 34s     |
| 8. | Matej Mohorič      | Bahrain-Merida    | + 35s     |
| 9. | Bob Jungels        | Quick-Step Floors | + 35s     |
| 10. | Eduard Prades      | Euskadi-Murias    | + 35s     |

### 4.ª etapa
Llanars – La Molina (170,8 km)
| \| Classificação por etapas \| Classificação por etapas \| Classificação por etapas \| Classificação por etapas \| Classificação por etapas \| \| Ciclista \| Ciclista \| Equipe \| Tempo \| \| \| ------------------------ \| ------------------------ \| ------------------------- \| ------------------------ \| ------------------------ \| \| 1. \| Alejandro Valverde \| Movistar Team \| 4h25m54s \| \| \| 2. \| Egan Bernal \| Team Sky \| + 0s \| \| \| 3. \| Nairo Quintana \| Movistar Team \| + 6s \| \| \| 4. \| Pierre Latour \| AG2R La Mondiale \| + 23s \| \| \| 5. \| Thibaut Pinot \| Groupama-FDJ \| + 53s \| \| \| 6. \| Marc Soler \| Movistar Team \| + 53s \| \| \| 7. \| Simon Yates \| Mitchelton-Scott \| + 53s \| \| \| 8. \| George Bennett \| LottoNL-Jumbo \| + 55s \| \| \| 9. \| Hugh Carthy \| EF Education First-Drapac \| + 59s \| \| \| 10. \| Daniel Felipe Martínez \| EF Education First-Drapac \| + 1m03s \| \| |                        |                           |          |
| |                        |                           |          |
| Fonte: ProCyclingStats |                        |                           |          |
| Classificação por etapas |                        |                           |          |
| Ciclista | Ciclista               | Equipe                    | Tempo    |
| 1. | Alejandro Valverde     | Movistar Team             | 4h25m54s |
| 2. | Egan Bernal            | Team Sky                  | + 0s     |
| 3. | Nairo Quintana         | Movistar Team             | + 6s     |
| 4. | Pierre Latour          | AG2R La Mondiale          | + 23s    |
| 5. | Thibaut Pinot          | Groupama-FDJ              | + 53s    |
| 6. | Marc Soler             | Movistar Team             | + 53s    |
| 7. | Simon Yates            | Mitchelton-Scott          | + 53s    |
| 8. | George Bennett         | LottoNL-Jumbo             | + 55s    |
| 9. | Hugh Carthy            | EF Education First-Drapac | + 59s    |
| 10. | Daniel Felipe Martínez | EF Education First-Drapac | + 1m03s  |

| \| Classificação geral \| Classificação geral \| Classificação geral \| Classificação geral \| Classificação geral \| \| Ciclista \| Ciclista \| Equipe \| Tempo \| \| \| ------------------- \| ------------------- \| ------------------------- \| ------------------- \| ------------------- \| \| 1. \| Alejandro Valverde \| Movistar Team \| 17h00m58s \| \| \| 2. \| Egan Bernal \| Team Sky \| + 19s \| \| \| 3. \| Nairo Quintana \| Movistar Team \| + 26s \| \| \| 4. \| Pierre Latour \| AG2R La Mondiale \| + 48s \| \| \| 5. \| Simon Yates \| Mitchelton-Scott \| + 1m12s \| \| \| 6. \| Thibaut Pinot \| Groupama-FDJ \| + 1m14s \| \| \| 7. \| Marc Soler \| Movistar Team \| + 1m18s \| \| \| 8. \| George Bennett \| LottoNL-Jumbo \| + 1m20s \| \| \| 9. \| Hugh Carthy \| EF Education First-Drapac \| + 1m24s \| \| \| 10. \| Steven Kruijswijk \| LottoNL-Jumbo \| + 1m28s \| \| |                    |                           |           |
| |                    |                           |           |
| Fonte: ProCyclingStats |                    |                           |           |
| Classificação geral |                    |                           |           |
| Ciclista | Ciclista           | Equipe                    | Tempo     |
| 1. | Alejandro Valverde | Movistar Team             | 17h00m58s |
| 2. | Egan Bernal        | Team Sky                  | + 19s     |
| 3. | Nairo Quintana     | Movistar Team             | + 26s     |
| 4. | Pierre Latour      | AG2R La Mondiale          | + 48s     |
| 5. | Simon Yates        | Mitchelton-Scott          | + 1m12s   |
| 6. | Thibaut Pinot      | Groupama-FDJ              | + 1m14s   |
| 7. | Marc Soler         | Movistar Team             | + 1m18s   |
| 8. | George Bennett     | LottoNL-Jumbo             | + 1m20s   |
| 9. | Hugh Carthy        | EF Education First-Drapac | + 1m24s   |
| 10. | Steven Kruijswijk  | LottoNL-Jumbo             | + 1m28s   |

### 5.ª etapa
Llivia – Vielha e Mijaran (212,9 km)
| \| Classificação por etapas \| Classificação por etapas \| Classificação por etapas \| Classificação por etapas \| Classificação por etapas \| \| Ciclista \| Ciclista \| Equipe \| Tempo \| \| \| ------------------------ \| ------------------------ \| -------------------------- \| ------------------------ \| ------------------------ \| \| 1. \| Jarlinson Pantano \| Trek-Segafredo \| 5h20m53s \| \| \| 2. \| Vegard Stake Laengen \| UAE Team Emirates \| + 0s \| \| \| 3. \| Matej Mohorič \| Bahrain-Merida \| + 10s \| \| \| 4. \| Giovanni Visconti \| Bahrain-Merida \| + 10s \| \| \| 5. \| Danilo Wyss \| BMC Racing Team \| + 10s \| \| \| 6. \| Serguei Chernetski \| Astana \| + 12s \| \| \| 7. \| José Joaquín Rojas \| Movistar Team \| + 14s \| \| \| 8. \| Alejandro Valverde \| Movistar Team \| + 14s \| \| \| 9. \| Dorian Godon \| Cofidis, Solutions Crédits \| + 14s \| \| \| 10. \| Bjorg Lambrecht \| Lotto-Soudal \| + 14s \| \| |                      |                            |          |
| |                      |                            |          |
| Fonte: ProCyclingStats |                      |                            |          |
| Classificação por etapas |                      |                            |          |
| Ciclista | Ciclista             | Equipe                     | Tempo    |
| 1. | Jarlinson Pantano    | Trek-Segafredo             | 5h20m53s |
| 2. | Vegard Stake Laengen | UAE Team Emirates          | + 0s     |
| 3. | Matej Mohorič        | Bahrain-Merida             | + 10s    |
| 4. | Giovanni Visconti    | Bahrain-Merida             | + 10s    |
| 5. | Danilo Wyss          | BMC Racing Team            | + 10s    |
| 6. | Serguei Chernetski   | Astana                     | + 12s    |
| 7. | José Joaquín Rojas   | Movistar Team              | + 14s    |
| 8. | Alejandro Valverde   | Movistar Team              | + 14s    |
| 9. | Dorian Godon         | Cofidis, Solutions Crédits | + 14s    |
| 10. | Bjorg Lambrecht      | Lotto-Soudal               | + 14s    |

| \| Classificação geral \| Classificação geral \| Classificação geral \| Classificação geral \| Classificação geral \| \| Ciclista \| Ciclista \| Equipe \| Tempo \| \| \| ------------------- \| ---------------------- \| ------------------------- \| ------------------- \| ------------------- \| \| 1. \| Alejandro Valverde \| Movistar Team \| 22h22m05s \| \| \| 2. \| Egan Bernal \| Team Sky \| + 16s \| \| \| 3. \| Nairo Quintana \| Movistar Team \| + 26s \| \| \| 4. \| Pierre Latour \| AG2R La Mondiale \| + 48s \| \| \| 5. \| Simon Yates \| Mitchelton-Scott \| + 1m12s \| \| \| 6. \| Marc Soler \| Movistar Team \| + 1m18s \| \| \| 7. \| George Bennett \| LottoNL-Jumbo \| + 1m20s \| \| \| 8. \| Hugh Carthy \| EF Education First-Drapac \| + 1m24s \| \| \| 9. \| Daniel Felipe Martínez \| EF Education First-Drapac \| + 1m26s \| \| \| 10. \| Jesper Hansen \| Astana \| + 1m28s \| \| |                        |                           |           |
| |                        |                           |           |
| Fonte: ProCyclingStats |                        |                           |           |
| Classificação geral |                        |                           |           |
| Ciclista | Ciclista               | Equipe                    | Tempo     |
| 1. | Alejandro Valverde     | Movistar Team             | 22h22m05s |
| 2. | Egan Bernal            | Team Sky                  | + 16s     |
| 3. | Nairo Quintana         | Movistar Team             | + 26s     |
| 4. | Pierre Latour          | AG2R La Mondiale          | + 48s     |
| 5. | Simon Yates            | Mitchelton-Scott          | + 1m12s   |
| 6. | Marc Soler             | Movistar Team             | + 1m18s   |
| 7. | George Bennett         | LottoNL-Jumbo             | + 1m20s   |
| 8. | Hugh Carthy            | EF Education First-Drapac | + 1m24s   |
| 9. | Daniel Felipe Martínez | EF Education First-Drapac | + 1m26s   |
| 10. | Jesper Hansen          | Astana                    | + 1m28s   |

### 6.ª etapa
La Pobla de Segur – Torrefarrera (194,2 117 km)
| \| Classificação por etapas \| Classificação por etapas \| Classificação por etapas \| Classificação por etapas \| Classificação por etapas \| \| Ciclista \| Ciclista \| Equipe \| Tempo \| \| \| ------------------------ \| ------------------------ \| ------------------------ \| ------------------------ \| ------------------------ \| \| 1. \| Maximilian Schachmann \| Quick-Step Floors \| 2h34m25s \| \| \| 2. \| Diego Rubio \| Burgos-BH \| + 0s \| \| \| 3. \| Sam Bennett \| Bora-Hansgrohe \| + 18s \| \| \| 4. \| Matej Mohorič \| Bahrain-Merida \| + 18s \| \| \| 5. \| Roberto Ferrari \| UAE Team Emirates \| + 18s \| \| \| 6. \| Enrique Sanz \| Euskadi-Murias \| + 18s \| \| \| 7. \| Egan Bernal \| Team Sky \| + 18s \| \| \| 8. \| Danilo Wyss \| BMC Racing Team \| + 18s \| \| \| 9. \| José Joaquín Rojas \| Movistar Team \| + 18s \| \| \| 10. \| Benoît Jarrier \| Fortuneo-Samsic \| + 18s \| \| |                       |                   |          |
| |                       |                   |          |
| Fonte: ProCyclingStats |                       |                   |          |
| Classificação por etapas |                       |                   |          |
| Ciclista | Ciclista              | Equipe            | Tempo    |
| 1. | Maximilian Schachmann | Quick-Step Floors | 2h34m25s |
| 2. | Diego Rubio           | Burgos-BH         | + 0s     |
| 3. | Sam Bennett           | Bora-Hansgrohe    | + 18s    |
| 4. | Matej Mohorič         | Bahrain-Merida    | + 18s    |
| 5. | Roberto Ferrari       | UAE Team Emirates | + 18s    |
| 6. | Enrique Sanz          | Euskadi-Murias    | + 18s    |
| 7. | Egan Bernal           | Team Sky          | + 18s    |
| 8. | Danilo Wyss           | BMC Racing Team   | + 18s    |
| 9. | José Joaquín Rojas    | Movistar Team     | + 18s    |
| 10. | Benoît Jarrier        | Fortuneo-Samsic   | + 18s    |

| \| Classificação geral \| Classificação geral \| Classificação geral \| Classificação geral \| Classificação geral \| \| Ciclista \| Ciclista \| Equipe \| Tempo \| \| \| ------------------- \| ---------------------- \| ------------------------- \| ------------------- \| ------------------- \| \| 1. \| Alejandro Valverde \| Movistar Team \| 24h56m48s \| \| \| 2. \| Egan Bernal \| Team Sky \| + 16s \| \| \| 3. \| Nairo Quintana \| Movistar Team \| + 26s \| \| \| 4. \| Pierre Latour \| AG2R La Mondiale \| + 48s \| \| \| 5. \| Simon Yates \| Mitchelton-Scott \| + 1m12s \| \| \| 6. \| Marc Soler \| Movistar Team \| + 1m18s \| \| \| 7. \| George Bennett \| LottoNL-Jumbo \| + 1m20s \| \| \| 8. \| Hugh Carthy \| EF Education First-Drapac \| + 1m24s \| \| \| 9. \| Daniel Felipe Martínez \| EF Education First-Drapac \| + 1m26s \| \| \| 10. \| Jesper Hansen \| Astana \| + 1m28s \| \| |                        |                           |           |
| |                        |                           |           |
| Fonte: ProCyclingStats |                        |                           |           |
| Classificação geral |                        |                           |           |
| Ciclista | Ciclista               | Equipe                    | Tempo     |
| 1. | Alejandro Valverde     | Movistar Team             | 24h56m48s |
| 2. | Egan Bernal            | Team Sky                  | + 16s     |
| 3. | Nairo Quintana         | Movistar Team             | + 26s     |
| 4. | Pierre Latour          | AG2R La Mondiale          | + 48s     |
| 5. | Simon Yates            | Mitchelton-Scott          | + 1m12s   |
| 6. | Marc Soler             | Movistar Team             | + 1m18s   |
| 7. | George Bennett         | LottoNL-Jumbo             | + 1m20s   |
| 8. | Hugh Carthy            | EF Education First-Drapac | + 1m24s   |
| 9. | Daniel Felipe Martínez | EF Education First-Drapac | + 1m26s   |
| 10. | Jesper Hansen          | Astana                    | + 1m28s   |

### 7.ª etapa
Barcelona – Barcelona (154,8 km)
| \| Classificação por etapas \| Classificação por etapas \| Classificação por etapas \| Classificação por etapas \| Classificação por etapas \| \| Ciclista \| Ciclista \| Equipe \| Tempo \| \| \| ------------------------ \| ------------------------ \| ------------------------ \| ------------------------ \| ------------------------ \| \| 1. \| Simon Yates \| Mitchelton-Scott \| 3h28m04s \| \| \| 2. \| Marc Soler \| Movistar Team \| + 13s \| \| \| 3. \| Pierre Latour \| AG2R La Mondiale \| + 18s \| \| \| 4. \| Jarlinson Pantano \| Trek-Segafredo \| + 18s \| \| \| 5. \| Jay McCarthy \| Bora-Hansgrohe \| + 18s \| \| \| 6. \| Matej Mohorič \| Bahrain-Merida \| + 18s \| \| \| 7. \| Steven Kruijswijk \| LottoNL-Jumbo \| + 18s \| \| \| 8. \| Warren Barguil \| Fortuneo-Samsic \| + 18s \| \| \| 9. \| Alejandro Valverde \| Movistar Team \| + 18s \| \| \| 10. \| George Bennett \| LottoNL-Jumbo \| + 18s \| \| |                    |                  |          |
| |                    |                  |          |
| Fonte: ProCyclingStats |                    |                  |          |
| Classificação por etapas |                    |                  |          |
| Ciclista | Ciclista           | Equipe           | Tempo    |
| 1. | Simon Yates        | Mitchelton-Scott | 3h28m04s |
| 2. | Marc Soler         | Movistar Team    | + 13s    |
| 3. | Pierre Latour      | AG2R La Mondiale | + 18s    |
| 4. | Jarlinson Pantano  | Trek-Segafredo   | + 18s    |
| 5. | Jay McCarthy       | Bora-Hansgrohe   | + 18s    |
| 6. | Matej Mohorič      | Bahrain-Merida   | + 18s    |
| 7. | Steven Kruijswijk  | LottoNL-Jumbo    | + 18s    |
| 8. | Warren Barguil     | Fortuneo-Samsic  | + 18s    |
| 9. | Alejandro Valverde | Movistar Team    | + 18s    |
| 10. | George Bennett     | LottoNL-Jumbo    | + 18s    |

## Classificações finais
As classificações finalizaram da seguinte forma:

### Classificação geral
| \| Classificação geral \| Classificação geral \| Classificação geral \| Classificação geral \| Classificação geral \| \| Ciclista \| Ciclista \| Equipe \| Tempo \| \| \| ------------------- \| ---------------------- \| ------------------------- \| ------------------- \| ------------------- \| \| 1. \| Alejandro Valverde \| Movistar Team \| 28h25m07s \| \| \| 2. \| Nairo Quintana \| Movistar Team \| + 29s \| \| \| 3. \| Pierre Latour \| AG2R La Mondiale \| + 47s \| \| \| 4. \| Simon Yates \| Mitchelton-Scott \| + 47s \| \| \| 5. \| Marc Soler \| Movistar Team \| + 1m10s \| \| \| 6. \| George Bennett \| LottoNL-Jumbo \| + 1m23s \| \| \| 7. \| Daniel Felipe Martínez \| EF Education First-Drapac \| + 1m29s \| \| \| 8. \| Steven Kruijswijk \| LottoNL-Jumbo \| + 1m31s \| \| \| 9. \| Jesper Hansen \| Astana \| + 1m31s \| \| \| 10. \| Thibaut Pinot \| Groupama-FDJ \| + 1m34s \| \| |                        |                           |           |
| |                        |                           |           |
| Fonte: ProCyclingStats |                        |                           |           |
| Classificação geral |                        |                           |           |
| Ciclista | Ciclista               | Equipe                    | Tempo     |
| 1. | Alejandro Valverde     | Movistar Team             | 28h25m07s |
| 2. | Nairo Quintana         | Movistar Team             | + 29s     |
| 3. | Pierre Latour          | AG2R La Mondiale          | + 47s     |
| 4. | Simon Yates            | Mitchelton-Scott          | + 47s     |
| 5. | Marc Soler             | Movistar Team             | + 1m10s   |
| 6. | George Bennett         | LottoNL-Jumbo             | + 1m23s   |
| 7. | Daniel Felipe Martínez | EF Education First-Drapac | + 1m29s   |
| 8. | Steven Kruijswijk      | LottoNL-Jumbo             | + 1m31s   |
| 9. | Jesper Hansen          | Astana                    | + 1m31s   |
| 10. | Thibaut Pinot          | Groupama-FDJ              | + 1m34s   |

### Classificação por pontos
| Classificação por velocidade | Classificação por velocidade | Classificação por velocidade | Classificação por velocidade | Classificação por velocidade |
| Ciclista                     | Ciclista                     | Equipe                       | Pontos                       |                              |
| ---------------------------- | ---------------------------- | ---------------------------- | ---------------------------- | ---------------------------- |
| 1.                           | Lluís Mas                    | Caja Rural-Seguros RGA       | 13 pts                       |                              |
| 2.                           | Alejandro Valverde           | Movistar Team                | 8 pts                        |                              |
| 3.                           | José Joaquín Rojas           | Movistar Team                | 5 pts                        |                              |
| 4.                           | Tom Bohli                    | BMC Racing Team              | 5 pts                        |                              |
| 5.                           | Diego Rubio                  | Burgos-BH                    | 3 pts                        |                              |
| 6.                           | Giovanni Visconti            | Bahrain-Merida               | 3 pts                        |                              |
| 7.                           | Louis Vervaeke               | Team Sunweb                  | 3 pts                        |                              |
| 8.                           | Cyril Barthe                 | Euskadi-Murias               | 3 pts                        |                              |
| 9.                           | Antonio Molina               | Caja Rural-Seguros RGA       | 3 pts                        |                              |
| 10.                          | Maximilian Schachmann        | Quick-Step Floors            | 2 pts                        |                              |

### Classificação da montanha
| Classificação da montanha | Classificação da montanha | Classificação da montanha | Classificação da montanha | Classificação da montanha |
| Ciclista                  | Ciclista                  | Equipe                    | Pontos                    |                           |
| ------------------------- | ------------------------- | ------------------------- | ------------------------- | ------------------------- |
| 1.                        | Alejandro Valverde        | Movistar Team             | 46 pts                    |                           |
| 2.                        | Jordi Simón               | Burgos-BH                 | 34 pts                    |                           |
| 3.                        | Marc Soler                | Movistar Team             | 22 pts                    |                           |
| 4.                        | Antonio Molina            | Caja Rural-Seguros RGA    | 22 pts                    |                           |
| 5.                        | Enric Mas                 | Quick-Step Floors         | 18 pts                    |                           |
| 6.                        | Maxime Monfort            | Lotto-Soudal              | 18 pts                    |                           |
| 7.                        | Jarlinson Pantano         | Trek-Segafredo            | 16 pts                    |                           |
| 8.                        | Antonio Pedrero           | Movistar Team             | 16 pts                    |                           |
| 9.                        | Daryl Impey               | Mitchelton-Scott          | 15 pts                    |                           |
| 10.                       | Daniel Martin             | UAE Team Emirates         | 15 pts                    |                           |

### Classificação do melhor jovem
| Classificação dos jovens | Classificação dos jovens | Classificação dos jovens  | Classificação dos jovens | Classificação dos jovens |
| Ciclista                 | Ciclista                 | Equipe                    | Tempo                    |                          |
| ------------------------ | ------------------------ | ------------------------- | ------------------------ | ------------------------ |
| 1.                       | Pierre Latour            | AG2R La Mondiale          | 28h25m54s                |                          |
| 2.                       | Marc Soler               | Movistar Team             | + 23s                    |                          |
| 3.                       | Daniel Felipe Martínez   | EF Education First-Drapac | + 42s                    |                          |
| 4.                       | Ben O'Connor             | Dimension Data            | + 48s                    |                          |
| 5.                       | David Gaudu              | Groupama-FDJ              | + 58s                    |                          |
| 6.                       | Hugh Carthy              | EF Education First-Drapac | + 1m31s                  |                          |
| 7.                       | Louis Vervaeke           | Team Sunweb               | + 2m44s                  |                          |
| 8.                       | Matej Mohorič            | Bahrain-Merida            | + 2m56s                  |                          |
| 9.                       | Bjorg Lambrecht          | Lotto-Soudal              | + 6m17s                  |                          |
| 10.                      | Jhonatan Narváez         | Quick-Step Floors         | + 7m38s                  |                          |

### Classificação por equipas
| Classificação por equipes | Classificação por equipes                | Classificação por equipes | Classificação por equipes |
| Equipe                    | Equipe                                   | Tempo                     |                           |
| ------------------------- | ---------------------------------------- | ------------------------- | ------------------------- |
| 1.                        | Movistar Team                            | 85h17m39s                 |                           |
| 2.                        | AG2R La Mondiale                         | + 5m02s                   |                           |
| 3.                        | Groupama-FDJ                             | + 5m27s                   |                           |
| 4.                        | Astana                                   | + 6m30s                   |                           |
| 5.                        | EF Education First-Drapac p/b Cannondale | + 8m27s                   |                           |
| 6.                        | Mitchelton-Scott                         | + 10m55s                  |                           |
| 7.                        | Lotto NL-Jumbo                           | + 11m39s                  |                           |
| 8.                        | Fortuneo-Samsic                          | + 12m39s                  |                           |
| 9.                        | Manzana Postobón                         | + 14m01s                  |                           |
| 10.                       | Quick-Step Floors                        | + 17m18s                  |                           |

## Evolução das classificações
| Etapa                 | Vencedor              | Classificação geral | Classificação da montanha | Classificação por velocidade | Classificação dos jovens | Classificação por equipes |
| --------------------- | --------------------- | ------------------- | ------------------------- | ---------------------------- | ------------------------ | ------------------------- |
| 1.ª                   | Álvaro Hodeg          | Álvaro Hodeg        | Wilmar Paredes            | Tom Bohli                    | Álvaro Hodeg             | Bora-Hansgrohe            |
| 2.ª                   | Alejandro Valverde    | Alejandro Valverde  | Pierre Latour             | Tom Bohli                    | Matej Mohorič            | Bahrain Merida            |
| 3.ª                   | Thomas de Gendt       | Thomas de Gendt     | Thomas de Gendt           | Lluís Mas                    | Matej Mohorič            | Lotto Soudal              |
| 4.ª                   | Alejandro Valverde    | Alejandro Valverde  | Alejandro Valverde        | Lluís Mas                    | Egan Bernal              | Movistar                  |
| 5.ª                   | Jarlinson Pantano     | Alejandro Valverde  | Alejandro Valverde        | Lluís Mas                    | Egan Bernal              | Movistar                  |
| 6.ª                   | Maximilian Schachmann | Alejandro Valverde  | Alejandro Valverde        | Lluís Mas                    | Egan Bernal              | Movistar                  |
| 7.ª                   | Simon Yates           | Alejandro Valverde  | Alejandro Valverde        | Lluís Mas                    | Pierre Latour            | Movistar                  |
| Classificações finais | Classificações finais | Alejandro Valverde  | Alejandro Valverde        | Lluís Mas                    | Pierre Latour            | Movistar                  |

## UCI World Ranking
A Volta à Catalunha outorga pontos para o UCI World Tour de 2018 e o UCI World Ranking, este último para corredores das equipas nas categorias UCI WorldTeam, Profissional Continental e Equipas Continentais. As seguintes tabelas mostram o barómetro de pontuação e os 10 corredores que obtiveram mais pontos:
| Posição             | 1.º | 2.º | 3.º | 4.º | 5.º | 6.º | 7.º | 8.º | 9.º | 10.º | 11.º | 12.º | 13.º | 14.º | 15.º | 16.º-20.º | 21.º-30.º | 31.º-50.º | 51.º-55.º | 56.º-60.º |
| Classificação Geral | 400 | 320 | 260 | 220 | 180 | 140 | 120 | 100 | 80  | 68   | 56   | 48   | 40   | 32   | 28   | 24        | 16        | 8         | 4         | 2         |
| Por etapa           | 50  | 20  | 8   |     |     |     |     |     |     |      |      |      |      |      |      |           |           |           |           |           |
| Líder               | 8   |     |     |     |     |     |     |     |     |      |      |      |      |      |      |           |           |           |           |           |

| Classificação | Classificação          | Classificação             | Classificação | Classificação | Classificação | Classificação |
| Posição       | Ciclista               | Equipa                    | Geral         | Etapa         | Líder         | Total         |
| ------------- | ---------------------- | ------------------------- | ------------- | ------------- | ------------- | ------------- |
| 1.º           | Alejandro Valverde     | Movistar                  | 400           | 100           | 24            | 524           |
| 2.º           | Nairo Quintana         | Movistar                  | 320           | 8             | -             | 328           |
| 3.º           | Simon Yates            | Mitchelton-Scott          | 220           | 70            | -             | 290           |
| 4.º           | Pierre Latour          | Ag2r La Mondiale          | 260           | 8             | -             | 268           |
| 5.º           | Marc Soler             | Movistar                  | 180           | 20            | -             | 200           |
| 6.º           | George Bennett         | LottoNL-Jumbo             | 140           | -             | -             | 140           |
| 7.º           | Daniel Felipe Martínez | EF Education First-Drapac | 120           | -             | -             | 120           |
| 8.º           | Steven Kruijswijk      | LottoNL-Jumbo             | 100           | -             | -             | 100           |
| 9.º           | Jesper Hansen          | Astana                    | 80            | -             | -             | 80            |
| 10.º          | Thibaut Pinot          | Groupama-FDJ              | 68            | 8             | -             | 76            |